# Codex Holmiensis
Codex Holmiensis, vanligen förkortat Cod. Holm., betyder Stockholmsbok eller Stockholmsboken och används ofta för att beteckna handskrifter som tillhör Kungliga biblioteket i Stockholm.
Man kan exempelvis tala om "Cod. Holm. A 65", som innehåller Birgittas uppenbarelser, och om "Cod. Holm. B 59", som innehåller Äldre Västgötalagen (Handskrift KB B 59).